# Pratos combinados
Pratos combinados (en català: Plats combinats) fou una sèrie de televisió emesa per TVG a Galícia entre l'1 de desembre de 1995 i el 24 de maig de 2006. Forma part de la història de la cadena per ser la primera comèdia de situació desenvolupada íntegrament per professionals gallecs i pel seu èxit d'audiència.
El seu creador és l'escriptor Xosé Cermeño, autor també de la primera sèrie de ficció gallega (Os outros feirantes).

## Argument
Miro Pereira és un emigrant que torna a Galícia i decideix obrir un bar que regenta amb la seva família, la seva dona Balbina, la seva mare Carmen i els seus fills Rosalía i Migueliño. Pel bar desfilaran els personatges més variats, origen de les situacions més sorprenents que tindran sempre com a principal referent la particular manera de ser d'aquesta família, amb el desconfiat Miro com a cap de família.

## Personatges
- Ernesto Chao és Ramiro "Miro" Pereira Ríos, amo del Bar Suízo.
- Mabel Rivera és Balbina Santos, dona de Miro i mare de Rosalía i Migueliño.
- Antonio Durán "Morris" és Antón Santos, germà de Balbina que treballa a la caixa d'estalvis.
- Eva Fernández és Rosalía Pereira Santos, filla de Miro i Balbina.
- Braulio Veiga és Miguel "Migueliño" Pereira Santos, fill de Miro i Balbina.
- Feli Manzano és Carmen Ríos, la "Señora Carme", mare de Miro.
- Serxio Pazos és Paspallás, el repartidor de begudes del bar.
- María Bouzas és Charo, veïna dels Barreiro, amiga de Balbina i companya sentimental d'Antón.
- Xosé Manuel Olveira "Pico" és Pedro Barreiro, vidu i advocat de professió.
- Cristina Castaño (capítols 105-130) i María Castro (cap. 131-261) són Paula Barreiro, filla de Pedro i germana de Roi.
- Guillermo Carbajo és Roi Barreiro, fill de Pedro i germà de Paula.
- Mónica García és Mónica Regueiro, cambrera del bar.
- Manuel Millán és el Padre Nicanor, mossèn de la parròquia.
- Josito Porto és Tuto, dependent del quiosc que està davant del bar Suízo.
- Susana Dans és Olimpia Cortizo, cosina de Balbina i Antón.
- Mariana Carballal és Mariana, farmacèutica i amiga de Balbina.
- Mariña Sampedro és Raquel "Raqueliña" Fernández Vilas, neboda del pare Nicanor.
- Evaristo Calvo és Gutiérrez, director de la caixa d'estalvis.
- Avelino González és Avelino, guàrdia de la policia municipal.
- Tuto Vázquez és Etiliano, client alcohòlic del bar.
- Alfonso Agra és Peláez, company d'Antón a la caixa d'estalvis.
- Fernando Dacosta és Fran, pediatre i parella de la Rosalia.
- Esteban Yáñez és Pepiño, amic de Migueliño.
- Enrique Rivadulla és Henrique, client habitual del bar.
- Luis Campos és Campos, dependent del quiosc Campos.
- Montserrat López és Martiña, nena habitual al bar.
- Cristina Mato és Paula, amiga de Migueliño i Pepiño.
- Juanillo Esteban és Dans, carter.
- Antón Infante és Ignacio, amic de Migueliño.

## Premis i nominacions

### Premis Mestre Mateo
| Any  | Categoria                 | Receptor                   | Resultat  |
| ---- | ------------------------- | -------------------------- | --------- |
| 2002 | Millor actor              | Antonio Durán "Morris"     | Nominat   |
| 2002 | Millor actriu             | Mabel Rivera               | Nominat   |
| 2002 | Millor actriu secundària  | Mónica García              | Nominat   |
| 2002 | Millor guió               | Xosé Cermeño               | Nominat   |
| 2002 | Millor sèrie de televisió | Editorial Compostela i TVG | Guanyador |
| 2002 | Millor banda sonora       | Nani García                | Nominat   |